# NASCAR 09
NASCAR 09 es la duodécima entrega de simulación de la serie EA Sports NASCAR y la secuela del juego de 2007 NASCAR 08. Es desarrollado por EA Tiburon y lanzado en PlayStation 2, PlayStation 3, Xbox 360 y teléfono móvil en Norteamérica el 10 de junio de 2008. Jeff Gordon es el atleta de portada de NASCAR 09. A través del modo carrera, "Chase for the NASCAR Sprint Cup", Gordon dirige un programa de tutoría, una nueva característica ofrecida en NASCAR 09. Este es también el tercer videojuego de NASCAR de EA Sports que aparece en un sistema portátil para la versión teléfono móvil.
Electronic Arts trasladó el desarrollo del juego PlayStation 2 a un nuevo estudio en Carolina del Norte para poder obtener mejor información con los equipos de NASCAR en un intento de mejorar el juego. Las versiones PlayStation 3 y Xbox 360 del juego todavía se hacían en el antiguo estudio.
Debido a que el equipo de desarrollo utilizó ciertos recursos para trabajar en características clave del juego, ningún fabricante de automóviles estuvo presente en el título de este año.
Este es el último juego de NASCAR producido por EA para las plataformas originales. En 2009, se lanzó NASCAR Kart Racing, reemplazando cualquier entrega de 2009 de la serie anual. Fue el último juego de EA antes de que expirara su licencia exclusiva con NASCAR.
Otros juegos de EA Sports restantes como Madden NFL, EA Sports FIFA, NHL, NBA Live, NCAA Football, Rory McIlroy PGA Tour, SSX y EA Sports UFC.
Para los jugadores de Canadá, si bien el juego todavía se lanzaba solo en inglés, el manual de instrucciones y la portada de la caja eran bilingües, con texto en inglés y francés.
Esta es la primera vez que EA lanza un juego de NASCAR, ya que NASCAR 08 se lanzó en julio del año anterior, mientras que NASCAR 09 se lanzó en junio.
Este fue también el último juego de NASCAR para PlayStation 2.

## Características
Jeff Gordon asesora al jugador en el nuevo modo carrera "Chase for the NASCAR Sprint Cup" que tiene una interfaz de menú 3D completamente renovada. Con la ayuda de Jeff, el jugador firma contratos, construye su reputación y gana puntos de rendimiento al ganar en NASCAR Whelen Modified Tour (PlayStation 2 solamente), NASCAR Craftsman Truck Series, NASCAR Nationwide Series y la NASCAR Sprint Cup Series. Una característica nueva de NASCAR 09 es "Own The Track". Esto le permite al jugador competir contra amigos u otros jugadores y poseer las 22 pistas de la Serie Copa Sprint. También es nuevo el nuevo "Sprint Driver Challenge", en el que el jugador completa desafíos en todo tipo de situaciones para ganar puntos de reputación y rendimiento. En el juego hay dos estilos de conducción disponibles para que el jugador elija: Normal y Pro. El estilo de conducción Pro es más adecuado para jugadores experimentados, mientras que el modo Normal es más adecuado para principiantes.

## Configuraciones
El juego también permite al conductor construir su propio coche desde cero. Hay más de un millón de combinaciones de configuración disponibles para que el automóvil se maneje mejor y funcione más rápido.

## Cabina de pintura
Otra novedad en NASCAR 09 fue la función de personalización de la cabina de pintura, similar a los juegos de NASCAR de Papyrus'. Por segunda vez en la historia de la franquicia (apareció por primera vez en NASCAR Sim Racing de EA para PC), una plantilla de personalización de automóviles estuvo disponible en línea, lo que creó infinitas posibilidades de personalización. Los jugadores solo podían ver los diseños de autos personalizados de sus amigos cuando competían contra ellos en línea, no contra quienes no eran amigos. La conectividad en línea de Paint Booth permitió a los jugadores descargar una plantilla de automóvil desde EASports.com e importarla a programas de edición, como Adobe Photoshop, brindando a los usuarios una multitud de opciones de diseño. Luego podrían cargar esas imágenes en el juego y mostrar la máquina de sus sueños en la pista. Después de que EA perdió la licencia de NASCAR, la aplicación Paint Booth se eliminó del sitio web de EA Sports.

## Cubierta especial
Best Buy lanzó el juego con una portada de edición especial protagonizada por Elliott Sadler, quien recibió el patrocinio de Best Buy. Sadler apareció anteriormente en la portada de NASCAR 07.

## Contenido descargable
El contenido descargable se añadió en julio de 2008; entre el contenido estaba el Circuito Gilles Villeneuve carrera para la Serie Nationwide y nuevos esquemas de pintura de autos para la Copa Sprint y Nationwide. Además, había tres paquetes de esquemas de pintura descargables que presentaban esquemas de pintura especiales para los autos que ya estaban en el juego. Son como los otros autos del juego sin fabricantes.

## Recepción
IGN le dio a la versión PlayStation 3 una puntuación de 5,9/10 y a la versión PlayStation 2 una puntuación de 5/10. El crítico notó que faltaba la presentación general, excluyendo la pantalla verde de Jeff Gordon como mentor en el juego. En general, también estaba decepcionado con la jugabilidad y dijo: "Los controles son decentes y los Sprint Driver Challenges son bastante divertidos. Pero la carrera en sí es una experiencia tibia, repetitiva y sin estilo". El crítico también señaló que la versión de PlayStation 3 sufrió roturas de textura, recortes y ralentizaciones, mientras que la versión de Xbox 360 tenía una velocidad de fotogramas más suave. GT Games señaló que, aunque fue una mejora con respecto a la versión de 2008, el juego carece incluso de las cosas básicas que uno esperaría de un juego de NASCAR. Por ejemplo, no hay logotipos de fabricantes como Ford Fusion, Chevrolet Impala, etc., y hay una grave falta de conductores con licencia, incluso en la Copa Sprint.
X-Play le dio al juego una crítica positiva, dándole un 4/5, elogiando los gráficos, las carreras y el modo carrera, pero señaló que tiene una interfaz torpe y que las políticas en línea de EA necesitaban una mucho trabajo. En la reseña del vídeo dijeron que la A.I. es "bastante justa, nada descabellada, simplemente está bien".

## Futuro de la serie
Esta fue la última entrega de simulación de la serie EA Sports NASCAR. Electronic Arts ha declarado que no crearían otro título debido a la caída de las ventas, la falta de popularidad y la dificultad para instalar nuevas funciones. NASCAR Kart Racing fue el único juego con temática de NASCAR producido por EA para la temporada 2009. La licencia exclusiva de EA como productor oficial de videojuegos de NASCAR expiró en 2010. En septiembre de 2010, Activision fue anunciada como distribuidora de un juego de NASCAR, que será desarrollado por Eutechnyx, con participación directa de NASCAR. El primer juego, NASCAR The Game: 2011, se lanzó el 29 de marzo de 2011 para Xbox 360 y PS3. Los servidores de EA para NASCAR 09 y muchos otros juegos de EA se cerraron el 11 de agosto de 2011.
La licencia de los juegos de NASCAR sería adquirida más tarde por 704Games como un resurgimiento de la serie "NASCAR Heat". Monster Games, en colaboración con Dusenberry Martin Racing, lanzó el primer juego como NASCAR Heat Evolution en 2016.

## Banda sonora
| Artista             | Canción                         |
| ------------------- | ------------------------------- |
| AFI                 | "Ether"                         |
| Airbourne           | "Runnin’ Wild"                  |
| Airbourne           | "Too Much, Too Young, Too Fast" |
| Christian Kane      | "The House Rules"               |
| The Parks           | "Born Into It"                  |
| From First to Last  | "Two As One"                    |
| Jet Black Stare     | "It’s Over"                     |
| Jet Black Stare     | "Ready to Roll"                 |
| Keith Anderson      | "C’MON!"                        |
| The Parlor Mob      | "Hard Times"                    |
| P.O.D               | "Condescending"                 |
| Rev Theory          | "Light It Up"                   |
| The Black Keys      | "Strange Times"                 |
| Theory of a Deadman | "Got It Made"                   |
| Third Day           | "This Is Who I Am"              |